# Bülent Çetin
Bülent Çetin (* 1985) je turecký hráč fotbalu amputovaných, hraje jako brankář. Je reprezentantem Turecka, s reprezentací se stal v roce 2022 mistrem světa. Je také dvojnásobným vítězem mistrovství Evropy. Aktuálně (k roku 2024) hraje za Etimesgut BS.